# Bildstock (Kochsmühle)

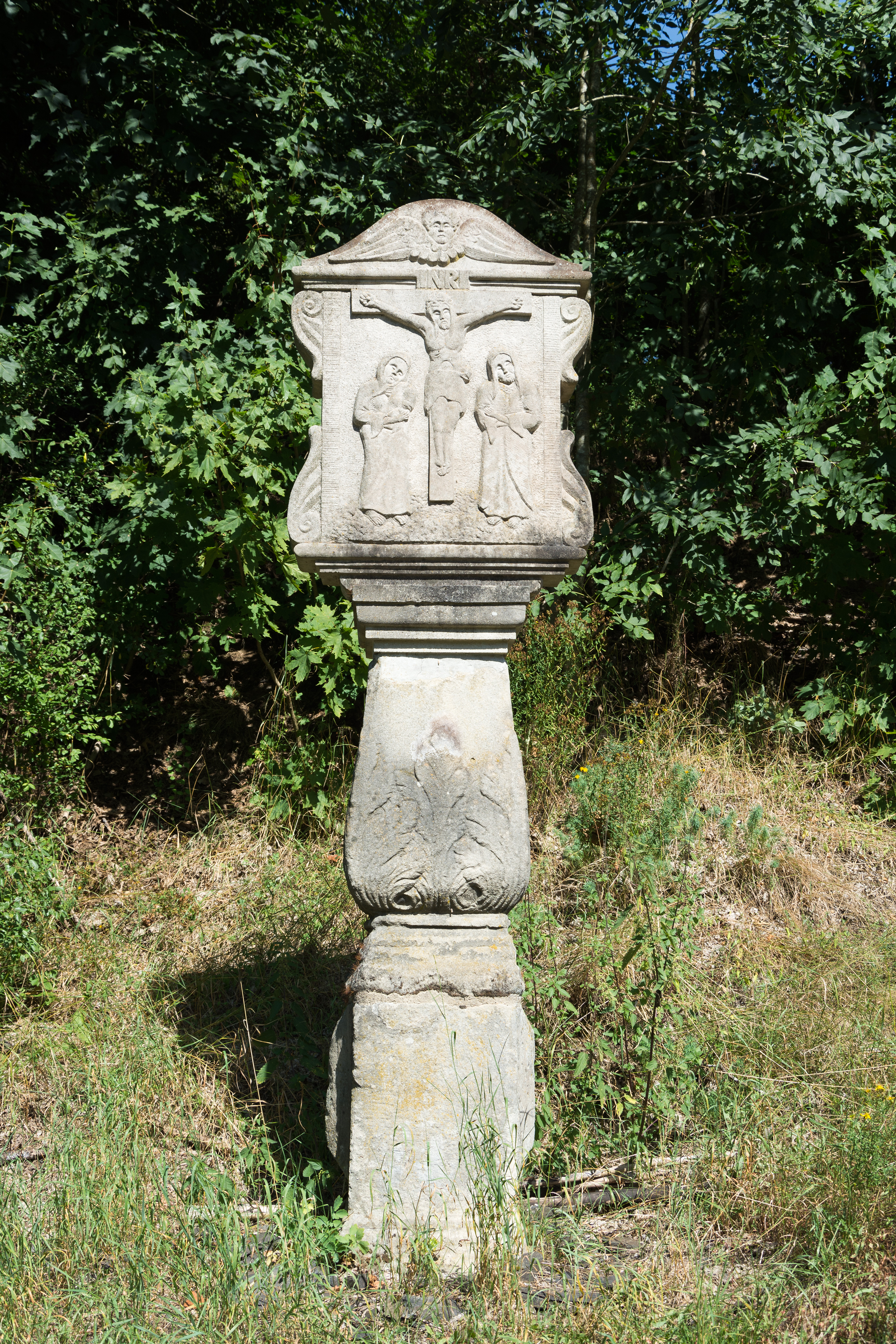
Bildstock zwischen Kochsmühle und Klingersmühle

Der Bildstock am Radweg zwischen Klingersmühle und Kochsmühle ist ein unter Denkmalschutz stehendes Flurdenkmal im oberfränkischen Markt Steinwiesen.
Das aus Sandstein gefertigte Kunstwerk stammt ursprünglich aus dem 17. oder 18. Jahrhundert. Der mit Blattdekor versehene, balusterförmige Säulenschaft, dessen oberer Teil abgegangen ist, steht auf einem Sockel mit diamantierter Vorder- und Rückseite; die beiden anderen Seiten des Sockels sind leer. Der flache Aufsatz des Bildstocks ruht auf einem vierstufigen Treppenkapitell. Er wird seitlich von Voluten gerahmt und zeigt an der Vorder- und an der Rückseite Reliefs der Kreuzigungsgruppe. In den beiden Giebelfeldern befindet sich jeweils ein geflügelter Engelskopf.
Der originale Aufsatz des Flurdenkmals ist verschollen, seit er im Juni 1986 von Unbekannten abgebrochen und entwendet wurde. Im Juli 1989 wurde der Bildstock mit einem neuen Aufsatz, der dem Original vom Steinwiesener Bildhauer Hermann Simon anhand von Fotos nachempfunden wurde, wieder vervollständigt.